# Cap d'Hammurabi

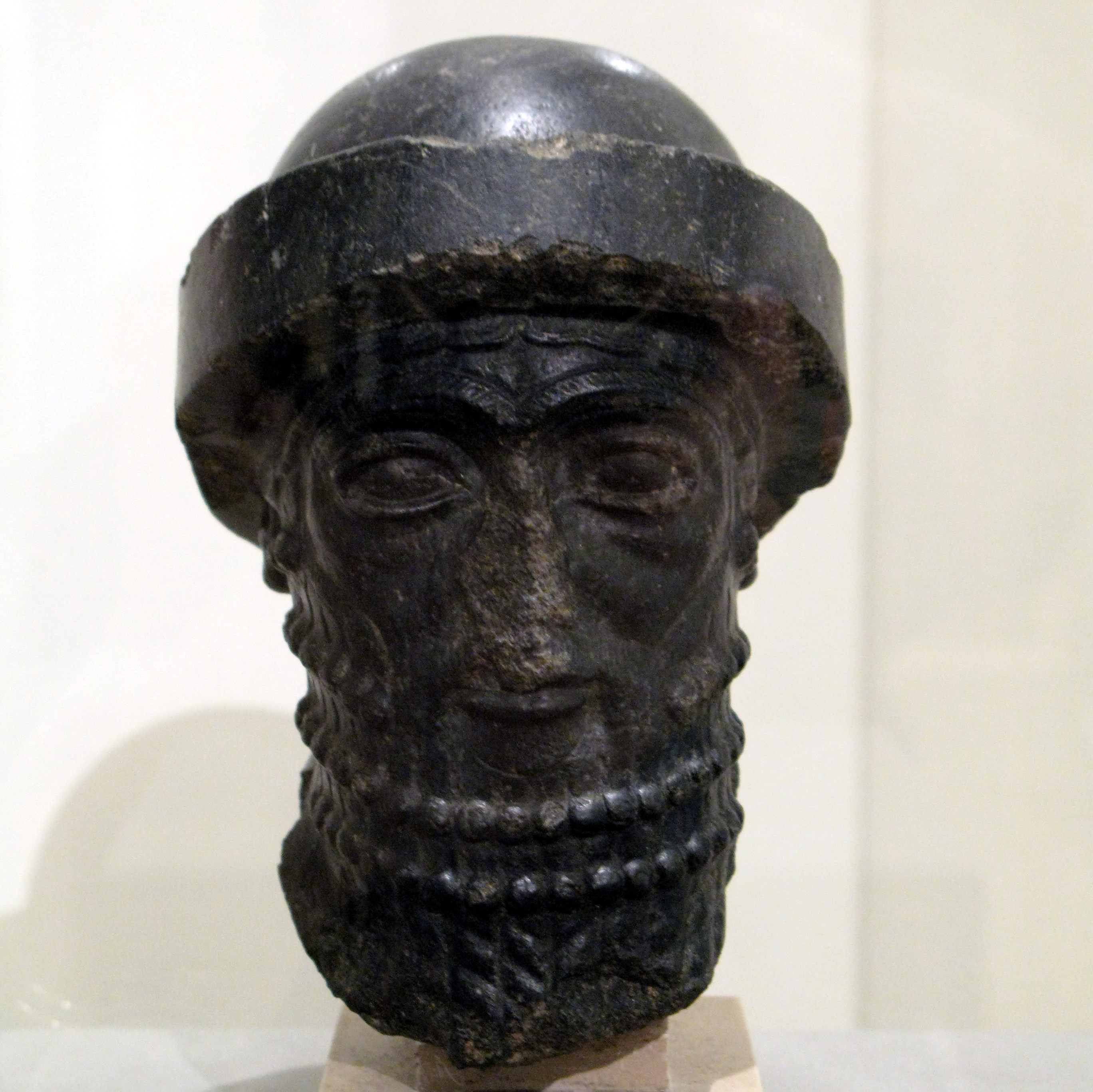
Cap reial, conegut com a Cap d'Hammurabi, al Museu del Louvre

El cap d'Hammurabi és una escultura que data de l'any 2000 aC aproximadament, en època de l'Imperi paleobabilònic, un antic regne de Mesopotàmia, a l'entorn de l'actual l'Iraq, que s'originà a partir de la ciutat estat de Babilim, i s'estengué per Accad i Sumèria.

## Troballa i història

Mapa de l'Imperi paleobabilònic després de les conquestes d'Hammurabi, cap al 1750 ae. Els nòmades cassites, tal vegada originaris del sud-est de l'Iran, ja s'havien establert a les muntanyes Zagros, al límit oriental de l'imperi.

L'escultura aparegué en unes excavacions encapçalades per Jacques de Morgan, a Susa, antiga capital de l'Imperi elamita, situada a uns 240 km a l'est del riu Tigris, al sud-oest de l'actual Iran, on es creu que arribà després del saqueig d'obres d'art realitzat al s. XII ae pel rei elamita Sutruk-Nakhunte.
Al principi es creia que l'escultura representava el rostre d'Hammurabi, un rei de Babilònia de l'estirp dels amorrites, sisé de la primera dinastia babilònica i succeït per Samsuiluna, però després es descartà perquè la peça es tallà en una època anterior al seu regnat, i ara es pensa que la figura representa un rei o príncep babiloni que regnà abans d'Hammurabi.

## Característiques
- Material: diorita.
- Amplària: 9,7 cm.
- Alçada: 15,2 cm.
- Diàmetre: 11 cm.

## Conservació
La peça encara es troba al Museu del Louvre de París (França).